# Бреббія
Бреббія (італ. Brebbia) — муніципалітет в Італії, у регіоні Ломбардія, провінція Варезе.
Бреббія розташована на відстані близько 540 км на північний захід від Рима, 60 км на північний захід від Мілана, 15 км на захід від Варезе.
Населення — 3307 осіб (2014).
Покровитель — святий Петро e Paolo.

## Демографія
Населення за роками:

Станом на 1 січня 2023 року в муніципалітеті офіційно проживало 226 іноземців з 43 країн, серед них 87 громадян країн Євросоюзу та 26 громадян України.

## Сусідні муніципалітети
- Бельджирате
- Безоццо
- Іспра
- Мальджессо
- Траведона-Монате